# Кортасенер
Кортасенер (мар. Кортасэҥер) — деревня в Моркинском районе Республики Марий Эл. Входит в состав Шалинского сельского поселения.

## География
Находится в юго-восточной части республики Марий Эл на расстоянии приблизительно 15 км по прямой на запад-северо-запад от районного центра посёлка Морки.

## История
Известна с 1795 года как выселок из деревни Большая Мушерань с 9 дворами. В 1839 году в выселке находилось 4 двора, насчитывалось 7 душ мужского пола. В 1886 году здесь (уже околоток) находилось 19 дворов, 96 человек, большинство мари. В 1924 году в деревне проживали 197 человек, мари, в 1932 году проживал 281 человек в 64 хозяйствах, в 1959 341 человек. В 2004 году в деревне находилось 49 домов. В советское время работал колхоз «Совет».

## Население
Население составляло 131 человек (мари 99 %) в 2002 году, 74 в 2010.